# Mícheál Ó Muircheartaigh
Mícheál Ó Muircheartaigh (Pronunciación en Irlandés: /ˈmʲiːçaːl̪ˠ oː ˈmˠɪɾʲɪçaɾˠt̪ˠiː/; Dingle, 20 de agosto de 1930-Dublín, 25 de junio de 2024) fue un comentarista deportivo irlandés, de la radio y televisión nacional irlandesa. 

## Biografía
En una carrera que abarcó seis décadas, logró ser considerado como la «voz de los juegos gaélicos». Fue descrito como un tesoro nacional. Su prolífica carrera le llevó a obtener un lugar en los Guinness World Records.